# Детињство
Детињство је рани ниво у циклусу људског развоја који карактерише рапидан физички раст и напори да дете моделује улоге и одговорности, углавном кроз игру и формалну едукацију. По психолозима, детињство траје после инфантилности и до пубертета (од најмање 18 месеци до највише 14 година) или до раног одрастања (18-21 година). Детињство се дели и на рано (0-6), средње (до адолесценције) и позно (до окончања адолесценције).
Биолошки, дете (множина децa) је људско биће између фаза рођења и пубертета, или између развојног периода раног детињства и пубертета. Правна дефиниција детета генерално се односи на малолетника, иначе познатог као лице млађе од пунолетства. Деца генерално имају мања права и одговорности од одраслих. Она су класификована као неспособни да доносе озбиљне одлуке.
Дете такође може да опише однос са родитељем (као што су синови и ћерке било ког узраста) или, метафорички, ауторитет, или означава припадност групи у клану, племену или религији; такође може значити да је под јаким утицајем одређеног времена, места или околности, као у „детету природе“ или „детету шездесетих“.

## Биолошке, правне и друштвене дефиниције
У биолошким наукама, дете се обично дефинише као особа између рођења и пубертета, или између развојног периода детињства и пубертета. Правно, термин дете може да се односи на свакога испод пунолетства или неке друге старосне границе.
Конвенција Уједињених нација о правима детета дефинише дете као: „Људско биће млађе од 18 година, осим ако се према закону који се примењује на дете, пунолетство постиже раније.“ Ово је ратификовало 192 од 194 земље чланице. Израз дете може да се односи и на особу испод друге законски дефинисане старосне границе која није повезана са пунолетношћу. У Сингапуру, на пример, дете је законски дефинисано као неко млађи од 14 година према „Закону о деци и младима“ док је пунолетство 21 година. У америчком закону о имиграцији, дете се односи на свакога ко је млађи од 21 године.
Неке енглеске дефиниције речи дете укључују фетус (понекад се назива нерођено дете). У многим културама, дете се сматра одраслим након што прође обред прелаза, који може, али не мора одговарати времену пубертета. Јудаизам има један од најмлађих узраста за ову прекретницу, са историјским узрастом церемоније Бар и бат-мицва од 13 за дечаке и 12 за девојчице.

## Географије детињства
Географије детињства обухватају како (одрасло) друштво перципира идеју детињства, многе начине на које ставови и понашања одраслих утичу на животе деце, укључујући животну средину која окружује децу и њене импликације.
Географија детињства је у неким аспектима слична дечјој географији која испитује места и просторе у којима деца живе.

### Природа дефицитног поремећаја
Природа дефицитног поремећаја, термин који је сковао Ричард Лув у својој књизи Последње дете у шуми из 2005. године, односи се на тренд у Сједињеним Државама и Канади да се одваја мање времена за игру на отвореном, што резултира широким спектром проблема понашања.
Са све већом употребом мобилних телефона, компјутера, видео игрица и телевизије, деца имају више разлога да остану унутра, а не да истражују на отвореном. „Просечно америчко дете проводи 44 сата недељно уз електронске медије.“ Једно истраживање из 2007. године показало је корелацију између пада броја посета националним парковима у САД и све веће потрошње електронских медија од стране деце. Медији су убрзали тренд неповезаности дечје природе тако што су умањили нагласак на погледе на природу, као у Дизнијевим филмовима.

## Узраст одговорности
Старост при којој се деца сматрају одговорном за своје поступке везане за друштво (нпр. брак, гласање, итд.) такође се променила током времена, и то се одражава на начин на који се према њима поступа пред судовима. У римско доба сматрало се да деца нису крива за злочине, што је касније прихватила Црква. У 19. веку се веровало да су деца млађа од седам година неспособна за злочин. Деца од седме године па надаље сматрана су одговорном за своје поступке. Због тога би се могли суочити са кривичним пријавама, послати у затвор за одрасле и бити кажњени као одрасли бичевањем, жигосањем или вешањем. Међутим, тадашњи судови би узимали у обзир старост преступника приликом одлучивања о казни. Минимално старосно доба за запошљавање и узраст за склапање брака такође варирају. Старосна граница добровољног/недобровољног служења војног рока је спорна на међународном нивоу.